# Lorrainville
Lorrainville es un municipio canadiense situado en la provincia de Quebec.

## Superficie
Lorrainville tiene una superficie de 87,91 km².

## Demografía
En 2021, tenía 1286 habitantes, una densidad poblacional de 14,6 hab./km², y 602 viviendas.